# Avgrunden (film, 2023)
Avgrunden är en svensk katastroffilm från 2023. Filmen är regisserad av Richard Holm, som även skrivit manus tillsammans med Robin Sherlock Holm och Nicola Sinclair. Huvudrollen spelas av Tuva Novotny.
Filmen hade biopremiär i Sverige den 15 september 2023, utgiven av SF Studios.

## Handling
Att något ska hända i Kiruna är det ingen tvekan om, frågan är bara när...
Avgrunden skildrar en familj som ställs inför det otänkbara när katastrofen alla fruktade plötsligt är ett faktum. I händelsernas centrum står Frigga som vid sidan av det riskfyllda arbetet som säkerhetschef för kirunagruvan i Kiirunavaara försöker balansera sitt liv med familj, en ny kärlek och en tidigare pojkvän som inte vill släppa taget. Men när marken plötsligt börjar skaka under deras fötter spelar livspusslet ingen roll och kampen för att inte dras ner i avgrunden börjar.

## Rollista (i urval)
- Tuva Novotny – Frigga
- Kardo Razzazi – Dabir
- Edvin Ryding – Simon
- Felicia Truedsson – Mika
- Peter Franzén  – Tage
- Tintin Poggats Sarri – Aila

## Produktion
Filmen är producerad av Joakim Hansson för SF Studios, i samproduktion med Filmpool Nord, Film Tampere, Mjölk Movies, Business Finland, Seven Islands Film, Gran Canaria Film Commission och Spanish Tax Rebate. Den är inspelad i Kiruna och i finska Tammerfors under 2022. Delar av filmen är även inspelade på Gran Canaria.